# Chiesa di Sant'Anna (Sesta Godano)
La chiesa di Sant'Anna è un luogo di culto cattolico situato nella frazione di Mangia nel comune di Sesta Godano, in provincia della Spezia. Appartiene alla giurisdizione della Parrocchia di San Colombano Abate di Cornice, di cui è cappellania.

## Storia

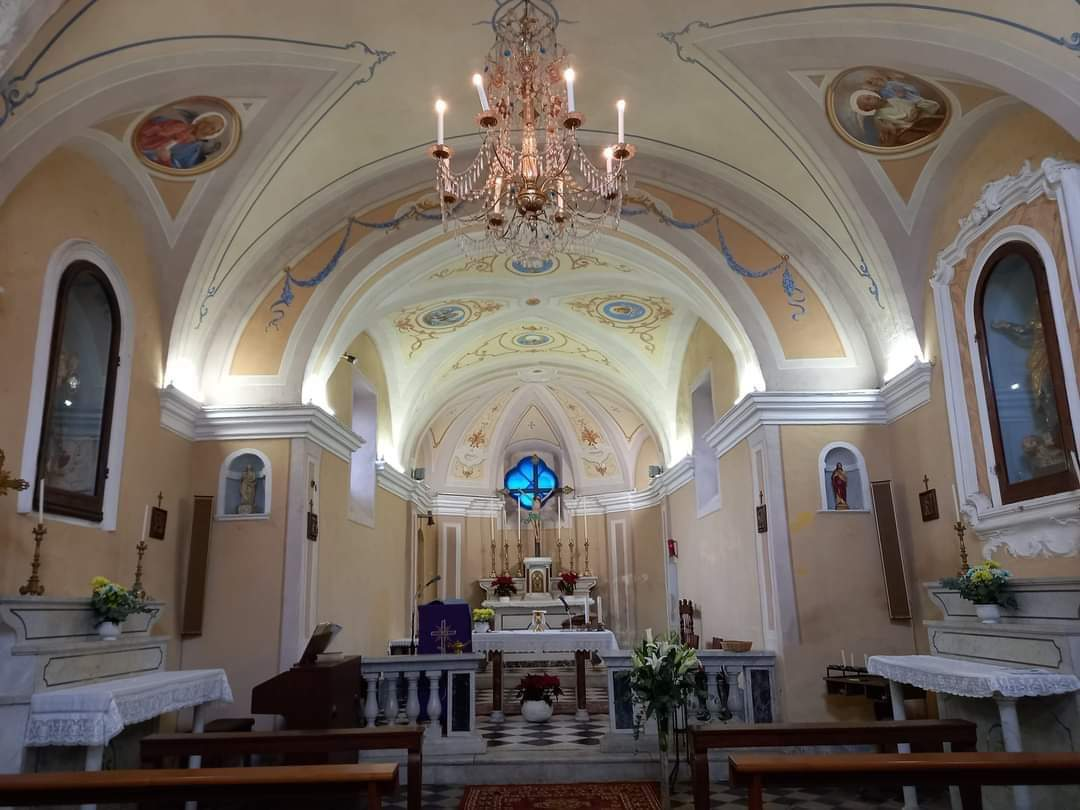
L'interno della chiesa, dedicata a Sant'Anna.

La chiesa fu costruita dalla popolazione tra il 1578 e il 1640. Infatti nel 1579 non era ancora terminata perché Nicolò Mascardi, vescovo di Brugnato, non ne fa alcun cenno nella relazione di visita pastorale compiuta in tale anno.
Il 4 ottobre 1640 monsignor Francesco Durazzi, andando in visita pastorale a Cornice, passò da Mangia e visitò scrupolosamente la cappella di Sant'Anna. Ordinò di fare un inventario dei beni immobili e mobili, di provvedere un registro per la dettagliata contabilità; di aggiustare il messale o di comprarne uno nuovo; di mettere le tende alle finestre in modo da lasciar passare la luce e non l'acqua; di ottenere, entro un mese, la licenza scritta per potervi celebrare la Messa.
Secondo la visita pastorale del vescovo Nicolò Leopoldo Lomellini, in pieno Settecento, la cappellania di Mangia aveva un reddito abbastanza alto e nel XIX secolo è attestato che la popolazione in questo piccolo borgo ammontava a 180 anime.
La chiesa attuale è di modeste dimensioni, a navata semplice. Lateralmente si aprono due altari, uno dedicato alla Madonna delle Grazie (festeggiata il Lunedì dopo la Pentecoste) e l'altro a sant'Anna, con statua lignea policroma di scuola ligure raffigurante santa Elisabetta ma da secoli venerata dalla popolazione come sant'Anna.